# Belastingovereenkomst
Een belastingovereenkomst (Engels advance tax ruling, ook kortweg ruling genoemd) is een fiscaal mechanisme voor multinationals en belastingplichtigen voor het verduidelijken van specifieke belastingregels. De belastingdienst verschaft dan een schriftelijke interpretatie van de belastingreglementen voor de betrokkene die daarom verzoekt. Een dergelijke interpretatie of ruling is bindend voor de belastingdienst. Dit soort regelingen komt courant voor in vele landen.
Dankzij LuxLeaks kreeg het publiek in november 2014 inzicht in de praktijk van rulings in Luxemburg, waar multinationals er gebruik van maken om methodes voor belastingontwijking te ontwikkelen.
In juni 2014 stelde de Europese Commissie reeds een onderzoek in naar belastingafspraken met Starbucks in Nederland, Apple in Ierland en Fiat (Finance) en Amazon in Luxemburg.  De afspraken werden afgekeurd.
In februari 2015 maakte Europees Commissaris voor mededinging Margrethe Vestager bekend België in het vizier te nemen voor mogelijk onrechtmatige excess tax rulings, waarmee multinationals soms tot 90% van hun winsten kunnen onttrekken aan de inkomstenbelasting.

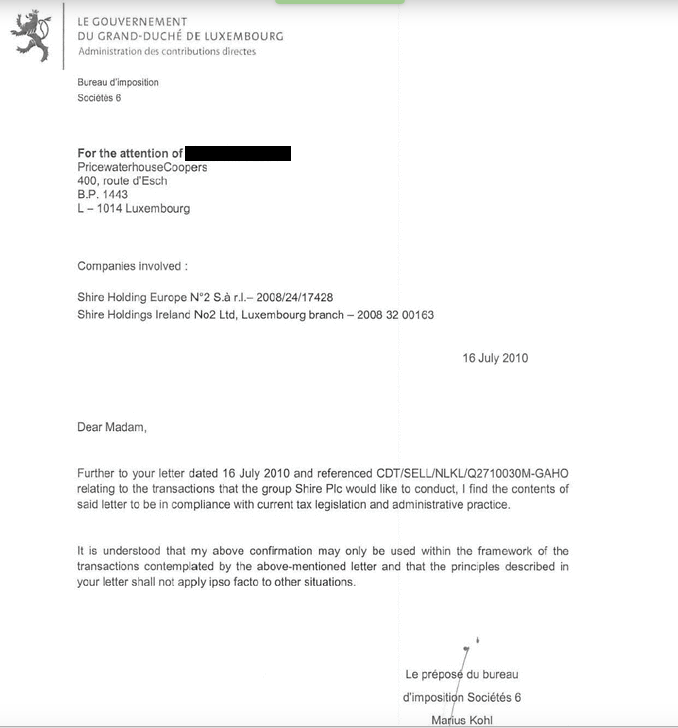
Een van de gelekte belastingregelingen gericht aan PriceWaterhouseCoopers (16 juli 2010)

## België
De Belgische belastingdienst spreekt van voorafgaande beslissingen in fiscale zaken (ruling), waarmee de FOD Financiën bepaalt hoe de belastingwetten zullen worden toegepast op een specifieke situatie of verrichting die op fiscaal vlak nog geen uitwerking heeft gehad. De ruling is in principe vijf jaar geldig, en wordt aangevraagd bij de Dienst Voorafgaande Beslissingen van de FOD Financiën. Verleende rulings zijn via een publieke databank te raadplegen.
Overwinstruling (Excess Profit Ruling)
Een bijzondere vorm van ruling was beschikbaar voor bedrijven die deel uitmaken van een multinationale groep. Deze vennootschappen konden sinds 2004 een ruling afsluiten over hun belastinggrondslag. Dit systeem, ingevoerd onder de regering-Verhofstadt II, liet grote delen van de winst onbelast (namelijk de winst die voortvloeit uit transacties binnen de groep tegen voorwaarden die afwijken van wat hypothetisch tussen onafhankelijke vennootschappen zou gelden). Het werd gepromoot (slogan: Only in Belgium) door de Cel Fiscaliteit van de Buitenlandse Investeringen in België, ondergebracht in hetzelfde gebouw als de rulingdienst. De gemaakte belastingafspraken bleven volstrekt geheim.
De Europese Commissie oordeelde in 2016 dat dit een illegale vorm van staatssteun was, ten koste van op zichzelf staande bedrijven (non-multinationals). België moest de regeling afschaffen en de onterecht toegekende belastingvoordelen alsnog invorderen. Volgens de Commissie ging het om zeker 35 rulings met een geraamde waarde van 700 miljoen euro. Er waren 36 bedrijven die van deze ruling gebruikmaakten, waaronder BASF. België betwistte het verbod, en kreeg aanvankelijk gelijk in eerste aanleg. Op 16 september 2021 oordeelde het Europese Hof van Justitie echter in het voordeel van de Commissie.

## Nederland
In Nederland gebruikt de belastingdienst de meer algemene term vaststellingsovereenkomst, hoewel ruling de gangbare term in de pers is (vooral voor overeenkomsten met grote bedrijven). Dergelijke overeenkomsten zijn in fiscale zaken bindend, en worden daarmee onttrokken aan toetsing door de rechtbank. Ze worden opgesteld door individuele belastinginspecteurs, vallen daardoor onder de geheimhoudingsplicht, en werden tot september 2017 niet centraal geregistreerd, zodat zelfs de Tweede Kamer geen inzicht heeft in het aantal rulings. De eerste publiek beschikbare ruling met een multinational is een met Procter & Gamble, die uitlekte via de Paradise Papers.